# Гарри С. Морган
Гарри С. Морган (нем. Harry S. Morgan, род. 29 августа 1945, Эссен, Германия — 30 апреля 2011, Дюссельдорф) — немецкий порноактёр, продюсер и режиссёр, создатель серии порнофильмов. Настоящее имя — Михаэль Шай (нем. Michael Schey).

## Биография
Учился в Университете искусств Фолькванг в Эссене. Свой первый порнофильм снял в 1986 году.
Принимал участие в съёмках более чем 400 порно-проектов.

## Награды
- 1997 — Venus Award в номинации «лучший режиссёр сериалов»
- 2001 — Venus Award в номинации «лучший режиссёр»
- 2004 — Venus Award в номинации «лучший режиссёр»[2]
- 2007 — Eroticline Awards «Почётная награда за выдающиеся достижения»[3]

## Фильмография
- Maximum Perversium;
- Jetzt Wirds Schmutzig;
- Die Lustkatzen.